# Konrad von Dorne
Konrad von Dorne, auch Conrad bzw. Cord von Dorne (* 16. August 1625 in Lübeck; † 22. Dezember 1691 ebenda) war ein Ratsherr der Hansestadt Lübeck.

## Leben
Konrad von Dorne war Enkel des Lübecker Ratsherrn Hermann von Dorne. Ab 1643 studierte er an der Universität Rostock. Er gehörte der kaufmännischen Korporation der Nowgorodfahrer an. In den Auseinandersetzungen, die 1665 zum Kassarezess führten, vertrat er als Kassabürger eifrig die Sache der Opposition; im Jahr der Verabschiedung des Bürgerrezesses wurde er dann 1669 in den Lübecker Rat gewählt.

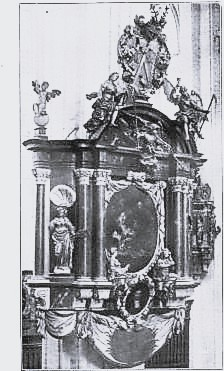
Epitaph von 1694 (zerstört 1942)

Er war verheiratet mit Katharina, geb. Cleneke († 1712). Seine Witwe ließ ihm 1694 in der Marienkirche ein hölzernes Epitaph an der Südseite des zweiten Nordpfeilers errichten. Sechs korinthisierende Säulen, von denen die beiden mittleren ein auf Kupfer gemaltes Bild der Grablegung Christi, die beiden äußeren Paare zwei in Muschelnischen aufgestellte weibliche Statuen mit Palmzweig und Spiegel einschließen, stützten das auf beiden Seiten nach rückwärts geschwungene und in der Mitte von einem flachen Giebel überwölbte verkröpfte Gebälk, vor dem ein Posaunenengel schwebte. Ganz oben war dornesche Wappen angebracht zwischen einer weiblichen Figur, die ein von einem Kreise umschlossenes Dreieck hielt, und einem geflügelten Sensenmann mit dem Stundenglas. An der Basis des Mittelfeldes war das von einem ovalen Laubwerkrahmen umschlossene gemalte Brustbild des Verstorbenen zwischen zwei sitzenden Frauengestalten angebracht, von denen die eine ein Lamm trug, die andere weinend ein flammendes Herz emporhielt. Den unteren Abschluss bildete ein ausgespanntes Tuch mit der aufgemalten Inschrift. Wie fast alle hölzernen Epitaphien der Marienkirche wurde es 1942 beim Luftangriff auf Lübeck zerstört.
Dorne hatte zu Lebzeiten eine wertvolle Privatbibliothek zusammengestellt, die er mit seinem Tode der Stadtbibliothek in Lübeck vermachte, das sog. Dornesche Legat, welches lange Zeit eine eigene Abteilung der Stadtbibliothek bildete.
Sein Trauergedicht verfasste der Prediger am Lübecker Dom Hermann Lebermann (1645–1705), der als barocker Gelegenheitsdichter auch Mitglied im Pegnesischen Blumenorden war.